# T's MUSIC
株式会社ティーズミュージック (T’s MUSIC Co., Ltd.) は、東京都目黒区に本社を置くサウンド制作会社である。

## 概要
1990年に有限会社（後に株式化）として設立した。ゲームサウンドを中心に、映画、アニメ、CM、遊技機等のBGM・SE制作やデータ実装、音声や楽器収録等を行う音響制作会社。ゲーム音楽業界としては老舗。

## 所属クリエイター
- 近藤嶺
- 桜井紗良
- 伊師正好
- 会田敏樹
- 森祐紀
- 松下朝光
- 高橋由多佳
- 馬場高太郎
- 新川昇平
- 他数名

## 主な参加作品

### ゲーム
年代順。「サウンド制作協力」（作曲）を記載。SE制作・収録協力等は含まず。出典は公式サイト「サウンド制作実績」による。
- ネクタリス
- ダンジョンエクスプローラー
- スーパーロボット大戦
- アウトラン
- プリンス・オブ・ペルシャ
- 銀河お嬢様伝説ユナ
- ふしぎの海のナディア
- コットン
- ファイナルファイト
- 幽☆遊☆白書
- 機動警察パトレイバー 〜グリフォン篇
- 龍虎の拳
- モンスターメーカー
- モンスターワールドシリーズ
- ロードス島戦記
- 天地を喰らう
- キャプテン翼
- スペースハリアー
- スーパーダライアスⅡ
- 美少女戦士セーラームーン
- ダイダロス
- ガンナーズヘブン
- グランチェイサー
- 同級生（PCエンジン版、セガサターン版）
- ダービースタリオン
- サクラ大戦 （1、2、4、GB）
- 銀河英雄伝説
- タクティクスオウガ
- ダービースタリオン
- 街 ～運命の交差点～
- パイロットになろう!
- スーパーヒーロー作戦
- 東京魔人學園剣風帖繪巻
- フレンズ ～青春の輝き～
- シェンムー
- テイルズ オブ ファンタジア なりきりダンジョン
- 真・女神転生 デビルチルドレン
- 鬼武者 無頼伝
- グローランサーⅣ
- 九龍妖魔學園紀
- 戦国バサラ シリーズ
- ラグナロク オデッセイ
- わんニャンペットショップ
- 魔都紅色幽撃隊
- すみっコぐらし シリーズ

### アニメ
- スナックワールド
- ダンボール戦機

### 映画
- バイオハザード ダムネーション
- イナズマイレブンGO VS ダンボール戦機Ｗ
- スナックワールド 人嫌いのレニー
- 映画 妖怪ウォッチ 空飛ぶクジラとダブル世界の大冒険だニャン！